# Antônio Jorge Machado Lima
Antônio Jorge Machado Lima (Ponta Grossa, 26 de outubro de 1886 (138 anos) – 1960) foi um político brasileiro.
Filho de Vicente Machado da Silva Lima, governador do Paraná, e Maria Antônia Machado Lima. Casou com Zaira Abreu Machado.
Bacharel em direito pela Faculdade de Direito de São Paulo, em dezembro de 1907.
Tinha a intenção de se candidatar à Câmara dos Deputados nas eleições de 1930. Porém, acabou sendo impedido ainda no ano anterior, e acabou sendo transferido para a Delegacia Fiscal de Goiás. Devido a Revolução de 1930, a transferência acabou não se concretizando. 
Foi uma das lideranças do movimento no estado do Paraná, assumindo a secretaria geral e a presidência do diretório revolucionário. Consolidada a vitória da Revolução, foi diretor-geral do Ensino do Paraná durante o período de intervenção do general Mário Tourinho, e fez parte do Conselho Consultivo do estado no período de Manuel Ribas. 
Ajudou a fundar e foi membro da comissão executiva do Partido Social Democrático (PSD), do Paraná, que foi criado visando as eleições de 1933 para a Assembleia Nacional Constituinte (ANC). Conseguiu se eleger, e assumiu o mandato em novembro daquele ano. 
Foi eleito senador pelo Paraná nas eleições gerais no Brasil em 1935.